# Kůlna

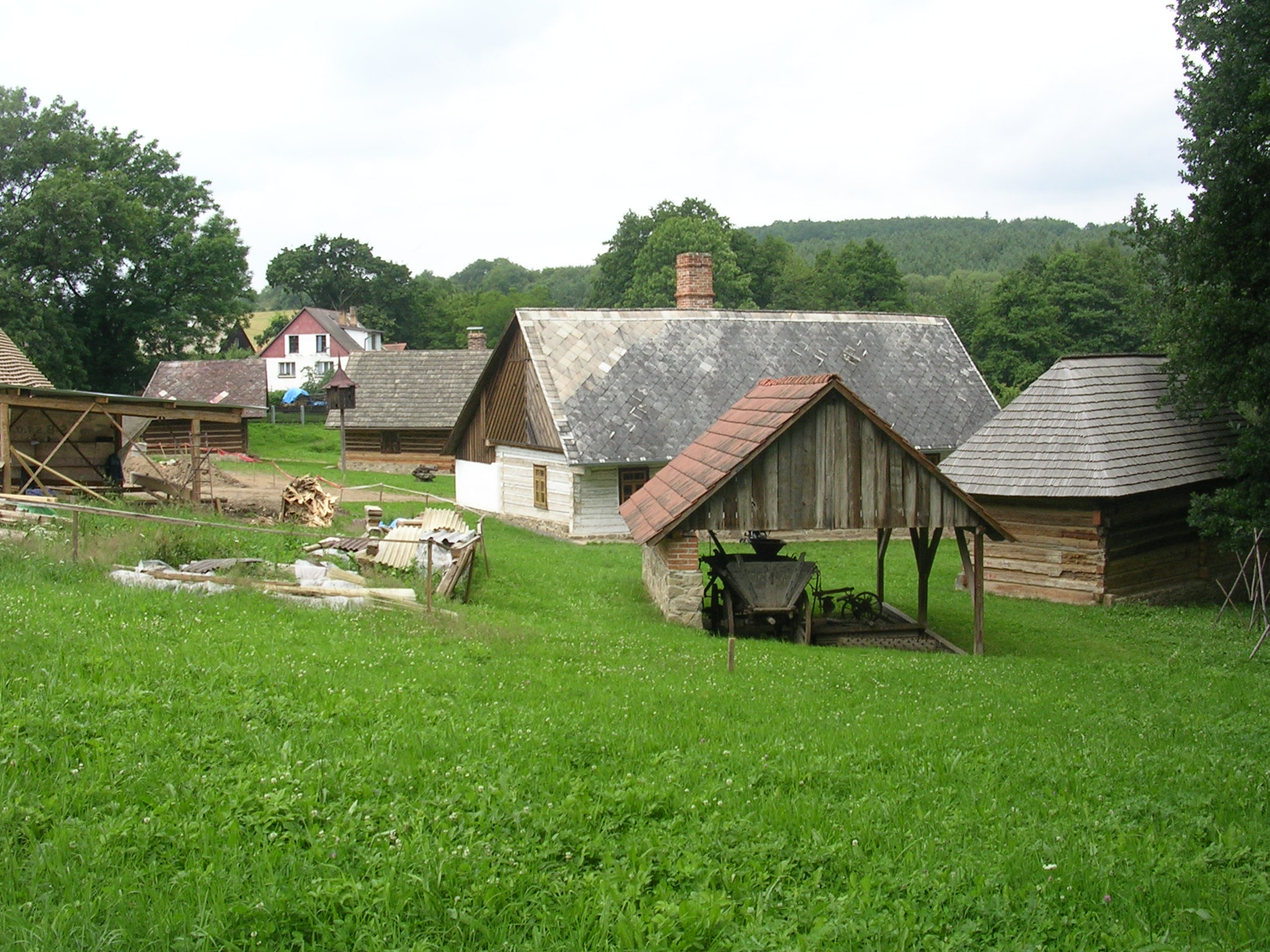
Kolna z Arnoštovic

Kůlna (také kolna, krajově šupna, šupňa či šopa) je drobná stavba, která slouží převážně k uskladnění různého nářadí, hospodářských dopravních prostředků či paliva, popřípadě k chovu domácího zvířectva. Etymologicky je kůlna pravděpodobně stavba z dřevěných kůlů, název kolna vychází nejspíše z funkce jako přístřešku pro vozidla s koly[zdroj⁠?!], šupna pochází z německého "Schuppen" (Schupfe).
Některé typy pomocných hospodářských budov mohou být označeny[zdroj⁠?!], mimo jiné, slovem ocelokolna (neboli ocelová kůlna), což je nejčastěji jednoduchá ocelová stavba užívaná jako přístřešek (např. jako parkoviště nebo skladiště).